# Neural Impulse Actuator
Neural Impulse Actuator (NIA; рус. преобразователь нейронных импульсов) — устройство, прибор, который считывает биоэлектрические сигналы головного мозга и механические сигналы мускулатуры человека, преобразует их в пригодные для обработки электрические сигналы для создания интерфейса с компьютером. NIA разработан американской компанией OCZ Technology и является первым в мире коммерческим продуктом в своём роде.
Прибор NIA был введён на рынок как игровое приспособление и разработан в сотрудничестве с доктором Эндрю Юнкером (англ. Andrew Junker) из BAT, который впервые применил эту технологию в медицинских целях. Основным преимуществом NIA по сравнению со стандартными игровыми контроллерами и манипуляторами (компьютерная мышь, клавиатура, джойстик, геймпад) является существенное сокращение времени реакции от приблизительно 200 миллисекунд для компьютерной мыши до примерно 80 – 150 миллисекунд при использовании NIA.
Продажи OCZ NIA начались в июне 2008 года. Изначально цена NIA составляла $300, однако впоследствии была опущена до $159.

## Техническое описание
Устройство относится к технической категории нейро–интерфейса (англ. neural interface — NI) или нейрокомпьютерного интерфейса (англ. Brain-computer interface — BCI). Название «Neural Impulse Actuator» подразумевает то, что сигналы происходят из некоей нейронной активности, однако фактически прибором фиксируется смесь из мускульной, кожной и нервной деятельности человека, включая симпатические и парасимпатические компоненты, которые должны быть получены как биопотенциалы мозга, а не как чистые нервные сигналы. Биопотенциалы декомпилируются (разделяются) по различным частотам для разделения электрических сигналов по различным группам. Индивидуальные сигналы, которые изолированы, включают альфа- и бета- мозговые волны, электромиограммы и электроосциллограммы.
NIA может улавливать три типа сигналов — микродвижения мышц лица (брови, уши, челюсть), движения глаз и альфа- (до 13 Гц) и бета- (от 14 Гц)  волны мозга. По каждому из нескольких каналов (мышцы, глаза, мозговые волны) может проходить сигнал, поделенный на четыре уровня мощности по пороговому значению (threshold).
Каждому уровню каждого канала может быть присвоена определённая компьютерная функция или клавиша на клавиатуре. Далее каждое нажатие клавиши может быть поделено на несколько режимов: одиночное нажатие клавиши, удерживание клавиши нажатой, повторные нажатия и отпускание нажатия. Это делает NIA гибким и подходящим интерфейсом для разных программ и приложений. Кроме того, несколько функций могут исполняться одновременно.
Текущая версия NIA использует углеродные стекловолокна, размещённые внутри мягкой пластмассы как подложку для головных лент и сенсоров. Благодаря этому достигается существенно большая чувствительность сенсоров, чем в первоначальном варианте, основанном на хлориде серебра.

## Программная поддержка
Для работы и использовании NIA на компьютере необходимо установить проприетарные драйвера собственной разработки OCZ Technology. На данный момент поддерживаются только IBM PC-совместимые компьютеры и только семейство операционных систем Microsoft Windows (Windows XP, Windows Vista, или Windows 7). 64-битные версии ОС поддерживаются с 14 октября. Поддержка каких-либо других платформ не была анонсирована. Более того, не были предоставлены спецификации устройства, что препятствует созданию свободного ПО и драйверов для NIA. Тем не менее, энтузиастами ведутся попытки создать свободные драйвера для Unix-подобных систем.

## Внешние ссылки
Англоязычные источники
- http://www.ocztechnology.com/nia-game-controller.html
- https://web.archive.org/web/20080828092403/http://www.ocztechnologyforum.com/forum/showthread.php?t=38653  - помощь в использовании NIA
- Market Competitors
- https://web.archive.org/web/20090403034050/http://www.dailytech.com/ocz+mind+controlled+gamer+mouse+nears+production/article10379.htm
- http://techreport.com/discussions.x/13928
- http://www.freepatentsonline.com/6636763.html
- http://www.freepatentsonline.com/5692517.html
- http://www.anandtech.com/tradeshows/showdoc.aspx?i=3252&p=2
- http://www.ocztechnology.com/aboutocz/press/2008/273   - Пресс-релиз OCZ
- http://www.tcmagazine.com/comments.php?shownews=18456
- http://www.techpowerup.com/54897/Price_of_OCZ_Neural_Impulse_Actuator_Confirmed_$159.html
- Michael Lin. OCZ NIA Brain-Computer Interface (англ.) 6. hothardware.com (21 июля 2008). — Полный обзор NIA, включая инструкцию по его использованию. Дата обращения: 28 марта 2009. Архивировано 28 марта 2012 года.

Русскоязычные источники
- Виталий Крылов. OCZ NIA - управляй компьютером силой мысли! 2. 3DNews (22 сентября 2008). — Объёмная аналитическая и описательная статья. Дата обращения: 28 марта 2009.
- Сергей Мельников. Тестирование мозгосенсора OCZ NIA. Игромания (журнал) (11 января 2009). Дата обращения: 28 марта 2009.